# Keep Me Fed
A Keep Me Fed a The Warning 2024-ben megjelent negyedik stúdióalbuma. Az album 2024. június 28-án jelent meg, kiadója a Lava Records és a Republic Records. A lemez első kislemeze a More, ami 2023. május 12-én jelent meg.
A lemez a Kerrang! magazin "2024 legjobb 50 lemeze" listáján a 19. helyet, valamint a Rock Sound magazin "2024 legjobb 24 albuma" listáján a 11. helyet foglalta el. A francia Hard Force rockmagazin az év legjobb lemezeinek listájára helyezte.
A S!CK szerepel a Loudwire magazin „2024 legjobb rock + metal dalai” listáján. Ezt a dalt beválogatták a Madden NFL 26 videojáték zenei anyagába is.
A Qué Más Quieres c. számot jelölték a Latin Grammy-díj "Legjobb rock dal" kategóriájában.

## Az album dalai
Az összes szám szerzője Daniela, Paulina, és Alejandra Villarreal, valamint Anton Curtis DeLost és egyéb megjelölt dalszerzők. Minden dal producere DeLost, kivéve, melyeknél megjelölt producer látható. 
| 1.    | Six Feet Deep         | Dan Lancaster                                | Lancaster     | 2:59 |
| 2.    | S!CK                  |                                              |               | 3:12 |
| 3.    | Apologize             |                                              |               | 3:41 |
| 4.    | Qué Más Quieres       | Monica Velez, Shaun Lopez, Kathryn Ostenberg |               | 3:04 |
| 5.    | MORE                  | Danielle Nicole Rubio                        |               | 3:07 |
| 6.    | Escapism              | Kevin Hissink                                | Kevin Hissink | 3:36 |
| 7.    | Satisfied             | Kat Leon, Nick Perez                         |               | 3:09 |
| 8.    | Burnout               | Sam Hollander                                |               | 3:24 |
| 9.    | Sharks                | Mike Elizondo, Sara Davis                    |               | 3:08 |
| 10.   | Hell You Call A Dream | Lancaster, Matt Squire, Curtis James Peoples | Lancaster     | 2:56 |
| 11.   | Consume               | Elizondo, Laura Veltz                        |               | 3:07 |
| 12.   | Automatic Sun         | Lancaster                                    | Lancaster     | 3:10 |
| 38:33 |                       |                                              |               |      |

## Közreműködők

### The Warning
- Daniela Villarreal – ének, gitár
- Paulina Villarreal – dobok, háttérvokál, ének (a Sharks c. számban)
- Alejandra Villarreal – basszusgitár, háttérvokál (a Hell You Call A Dream c. számban)

### Egyéb közreműködők, produkció
- Anton DeLost – producer, keverés, engineering, gitár, billentyűk, perkusszió
- Dan Lancaster – co-producer (az 1., 10. és 12. számokban), háttérvokál (az 1. és 12. számokban)
- Kevin "Boonn" Hissink – kiegészítő producer és gitár (a 6. számban)
- Diego Mejía – felvételi mérnökasszisztens
- Ted Jensen – mastering

### Lemezborító, dizájn
- The Warning – művészeti irány
- Paulina Villarreal – kreatív rendező, művészeti irány
- Rudy Joffroy – művészeti irány
- Marco Reynosa – fotográfia, művészeti irány
- Gemma Valdes Joffroy – styling
- Gerardo Parra – make-up

## Külső hivatkozások
- A The Warning hivatalos oldala